# Christian Bönicke
Christian Bönicke (auch Boenicke, Bönike; * 1745 in Würzburg; † 14. Juni 1805 ebenda) war ein römisch-katholischer Geistlicher und Jurist. Er wirkte als Professor für Reichsgeschichte an der Universität Würzburg.

## Leben
Christian Bönicke wurde im Jahr 1745 in Würzburg, der Metropole des Hochstifts geboren. Über die Familie des späteren Hochschullehrers ist nur wenig bekannt, der Bruder Johann Michael Bönicke wurde später Kanzler in Salzburg. Christian Bönicke wurde römisch-katholisch erzogen und besuchte ab 1758 das Aufseesianum in Bamberg. Er kehrte nach dem Abschluss seiner Ausbildung im Jahr 1763 nach Würzburg zurück. Bönicke nahm ein Studium an der Universität Würzburg auf und schrieb in den kommenden Monaten seine Dissertation in Philosophie, die er noch im gleichen abschloss. Anschließend trat er in das Klerikerseminar Würzburg ein und wurde im Jahr 1769 zum Priester ordiniert. Bönicke ging in den folgenden zwei Jahren als Hofmeister zur Familie von Röthlein. Im Jahr 1773 wurde er als Kaplan an die Vituskirche in Iphofen geschickt.
Bereits 1775 kehrte Christian Bönicke als Hofmeister nach Würzburg zurück. Er diente bis 1778 der Familie von Gebsattel. 1779 folgte er dem Weihbischof in Würzburg, Daniel Johann Anton von Gebsattel, als Kaplan an den Dom zu Würzburg. Zwischen 1780 und 1788 diente Bönicke als Hofmeister am adeligen Seminar in der Stadt. Bönicke gelang es nach dem Abgang des Reichsgeschichtsprofessors Michael Ignaz Schmidt nach Wien dessen Stelle an der Universität einzunehmen. Christian Bönicke blieb auch nach dem Ende des Hochstifts Würzburg im Zuge der Säkularisation Professor für Reichsgeschichte. Besondere Bedeutung hat die von ihm publizierte Geschichte der Universität Würzburg. Christian Bönicke starb am 14. Juni 1805 in Würzburg. Seine Bibliothek wurde in der Folge öffentlich versteigert.

## Werke (Auswahl)
- mit Ignaz Mulzer (u. a.): Theses ex universa philosophia selectae. Klietsch, Bamberg 1763.
- Grundriß einer Geschichte von der Universität zu Wirzburg. Zwei Theile. Würzburg 1782 und 1788. Digitalisat, Digitalisat
- Zusätze zu dem Lehrbuche der allgemeinen Weltgeschichte, zum Gebrauche der Schulen eingerichtet. Würzburg 1791. 8 Auflagen.